# Alfons de la Cerda
Alfons de la Cerda (1270 - 1333), fou el fill gran de Ferran de la Cerda i de la seva esposa Blanca de França. Fou aspirant a la corona castellana durant els regnats de Sanç IV i Ferran IV de Castella, oncle i cosí seu, respectivament.
Fou fill de l'infant Ferran de Castella i de Blanca de França, i net per part de pare d'Alfons X el Savi i Violant d'Aragó i per part de mare del rei de França Lluís IX el Sant i de la reina Margarida de Provença. Fou germà de Ferran II de la Cerda, que es va casar amb Joana Núñez de Lara anomenada "la Palomilla" en castellà i germana de Juan Núñez de Lara.
Com a fill gran de l'infant Ferran (primogènit d'Alfons X) que havia mort abans que el seu pare, fou proclamat com legítim hereu de la corona de Castella per a molts nobles, inclosa la seva àvia Violant d'Aragó que va fugir amb els infants de la Cerda a la cort del seu germà Pere el Gran d'Aragó. Van lluitar en contra dels tres regnats que va regentar Maria de Molina fins que en la sentència arbitral de Torrellas (Aragó) va renunciar als seus drets a canvi d'una important suma en diners i terres.
Va ser pare, entre altres fills i filles, de Margarida de la Cerda, esposa de l'infant Felip de Castella, fill de Sanç IV i Maria de Molina.